# Keyesport
Keyesport es una villa ubicada en el condado de Clinton en el estado estadounidense de Illinois. En el Censo de 2010 tenía una población de 421 habitantes y una densidad poblacional de 238,69 personas por km².

## Geografía
Keyesport se encuentra ubicada en las coordenadas 38°44′42″N 89°16′24″O / 38.74500, -89.27333. Según la Oficina del Censo de los Estados Unidos, Keyesport tiene una superficie total de 1.76 km², de la cual 1.72 km² corresponden a tierra firme y (2.5%) 0.04 km² es agua.

## Demografía
Según el censo de 2010, había 421 personas residiendo en Keyesport. La densidad de población era de 238,69 hab./km². De los 421 habitantes, Keyesport estaba compuesto por el 95.01% blancos, el 1.19% eran afroamericanos, el 0.24% eran amerindios, el 0% eran asiáticos, el 0% eran isleños del Pacífico, el 2.38% eran de otras razas y el 1.19% pertenecían a dos o más razas. Del total de la población el 2.14% eran hispanos o latinos de cualquier raza.